# Актанышбаш
Актанышба́ш (тат. Актанышбаш) — деревня в Актанышском районе Татарстана. Административный центр Актанышбашского сельского поселения.

## География
Деревня расположена в Восточном Закамье на реке Актаныш, к западу от районного центра — села Актаныш.

## История
Упоминается с 1715 года. В исторических документах упоминается также под названием Верхний Актанышбаш.
В начале XIX века башкиры-вотчинники Верхнего Актанышбаша совместно с башкирами-вотчинниками соседнего (Нижнего) Актанышбаша основали в Бирском уезде деревню Новый Актанышбаш.
При проведении «Ревизской сказки» 1816 года в деревне были учтены 156 тептярей, проживающих «По договору башкирцев».
В «Списке населенных мест по сведениям 1870 года», изданном в 1877 году, населённый пункт упомянут как деревня Актанышбашева 1-го стана Мензелинского уезда Уфимской губернии. Располагалась при речке Актанышбаше, по левую сторону почтового тракта из Мензелинска в Бирск, в 60 верстах от уездного города Мензелинска и в 32 верстах от становой квартиры в деревне Поисева. В деревне, в 90 дворах жили 461 человек (283 мужчины и 178 женщин, тептяри), были мечеть, училище. Жители занимались земледелием, скотоводством, пчеловодством, пилкой леса.
До 1920 года деревня входила в Гирейскую, Такталачукскую, Шариповскую волости Мензелинского уезда Уфимской губернии, а с 1920 года — в Мензелинский кантон Татарской АССР, с 10 августа 1930 года — в Актанышском, с 1 февраля 1963 года — в Мензелинском, с 12 января 1965 года — в Актанышском районе Татарской АССР.

## Население
| 1795 | 1859 | 1870 | 1884 | 1897 | 1906 | 1913 | 1921 | 1926 | 1938 | 1949 | 1958 | 1970 | 1979 | 1989 | 2002 | 2010 | 2015 |
| ---- | ---- | ---- | ---- | ---- | ---- | ---- | ---- | ---- | ---- | ---- | ---- | ---- | ---- | ---- | ---- | ---- | ---- |
| 140  | 469  | 466  | 585  | 632  | 648  | 305  | 373  | 330  | 320  | 315  | 350  | 341  | 319  | 224  | 298  | 370  | 338  |

Национальный состав
Согласно результатам переписи 2002 года, в национальной структуре населения села татары составляли 97%.